# イケベシラギク
イケベシラギク（池辺白菊）、学名 Pseudoliotia anaglypta は、イソコハクガイ科に分類される直径4.5mmほどの海産の巻貝の一種。本州から九州にかけての日本の沿岸海域から知られる。和名は和歌山県の貝類研究者・池辺進一（いけべ しんいち：1944-）への献名で、「池辺氏のシラギク」の意。池辺は1863年の原記載以降ほとんど記録のなかった本種を和歌山県から報告した。

## 分布
日本：千葉県（館山湾）から九州。

## 形態
成貝は直径4.5mmほどの低い独楽型、あるいはカタツムリ型。全体にくすんだ白色で彩色はない。殻口側から見ると、体層の上面に2本、周縁に1本、周縁下に5本の計8本の稜をなす強い螺肋がある。ただし成貝の殻口近くになると、一番上の螺肋の上側に2本、下側に1本の新たな螺肋が現れて肋数が3本増える。また多数の縦肋もあり、螺肋と交る部分は小さく尖った小突起となる。このため全体的にはイボイボ、あるいはトゲトゲした感じに見える。殻口は概ね円形でほぼ単純だが、成貝の殻口周縁は厚く壊れにくくなっている。同時に成貝の殻口は、それまで周縁に沿って成長してきた螺管の付着位置（縫合）がわずかに下降するため、殻口は多少下を向く形になる。臍孔は広くはないが深く明瞭に開く。臍域は最下の螺肋によって外縁が取り巻かれるが、臍孔自体には螺肋がなく強い縦肋があるのみ。これを下方から見ると、縦肋が束となって臍孔の奥に吸い込まれているかのような形に見える。
| シンタイプ |

## 生態
詳細は不明。

## 分類
原記載
- 原記載名：Cyclostrema anaglyptum (A. Adams, 1863[1]
- 原記載文献：Proceedings of the Zoological Society of London 1863: p.73[1]
- 図示:Thesaurus conchyliorum vol.3: p.252, pl.255, figs.28, 29[6]
- タイプ産地：「Yobuko」(佐賀県呼子)

類似種

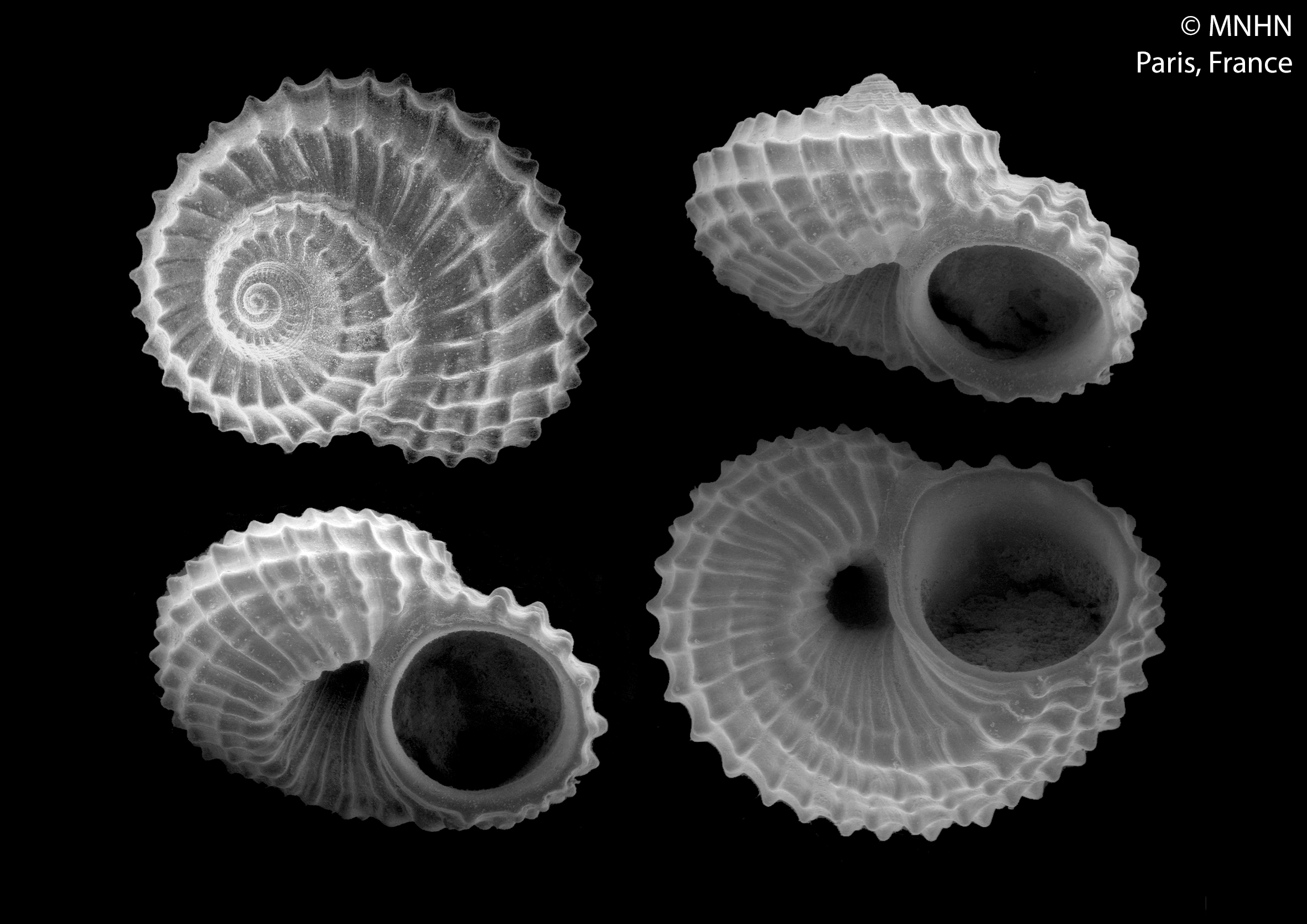
Pseudoliotia salva

- リュウキュウシラギク Pseudoliotia reeviana (Reeve, 1843)

イケベシラギクよりも螺塔が低く、より大型になる。奄美諸島以南に分布する。
- Pseudoliotia salva Rubio & Rolán, 2018

イケベシラギクより底面の螺肋数が少ない。台湾に分布する。

## 人との関係
特に知られていない。